# 俄國內戰南線
俄國內戰南線是俄國內戰其中一個主要戰區，發生於1917年至1920年，交戰為白军、红军和各個獨立的民族國家。最終紅軍擊敗各方勢力，鞏固當地統治。